# إيفرت جوهانسون
إيفرت جوهانسون (بالنرويجية البوكمول: Evert Johanson)‏ (19 ديسمبر 1918 – 25 مايو 2000) هو ملاكم نرويجي راحل، مثّل بلاده في الألعاب الأولمبية الصيفية 1948.

## روابط خارجية
إيفرت جوهانسون على موقع أوليمبيديا (الإنجليزية)